# Széltoló
Széltoló (az eredetiben: Rincewind) Terry Pratchett brit író legnagyobb terjedelmű regényfolyamában, a Korongvilág-könyvsorozat egyes köteteiben szerepel, mint a Korongvilág egyetlen varázslótanonca.

## Története
1932-ben született (UC). 1957-ben, 24 éves korában, beiratkozik a Láthatatlan Egyetemre. 1964-ben kisegítő könyvtáros lesz. 1973-ban átkerül a Tömlöc Létsíkok-ba, ahonnan 1978-ban megmenekül. 1985-ben, többéves menekülés után egy szigeten csapdába esik.
A Láthatatlan Egyetemen végzettekkel ellentétben (akik varázslókká váltak) Széltoló fejében csak egyetlen varázsige van, ami kiszorítja a többit. Ez a varázsige egyike a nyolc alapvető bűvigének, melyek sokrétűen összefonódnak a téridő teljes szövedékével. Mivel Ankh-Morporkba egy Kétvirág nevű turista érkezett (a hatalmas, ősi, gazdag és erős Agátai Birodalom egyik alattvalója), a város irányítója, a Patrícius felhívja Széltoló figyelmét arra, hogy igen kellemetlen diplomáciai bonyodalmat okozna, ha a turistának a legkisebb bántódása esne, amíg a város területén tartózkodik. Így Széltoló eleinte kényszerből, majd szimpátiából a Kétvirág idegenvezetője lesz.

## Leírása
Ványadt kinézetű; sötétvörös köntöst visel, melyre néhány misztikus ábrát varrtak. Hegyes varázslósüveget hord, melyen a Varászlo felirat díszeleg. A nyakában bronz oktagont visel, ami azt jelzi, hogy valamikor a Láthatatlan Egyetem növendéke volt. Született nyelvtehetség és túlélő. Kerüli a munkát. Felfogása gyors. Ismerőseit értelmes rágcsálóra emlékezteti.

## Könyvek, amikben szerepel
- The Colour of Magic – A mágia színe
- The Light Fantastic – A mágia fénye
- Mort – Mort
- Sourcery – Bűbájos bajok
- Eric – Eric
- Interesting Times
- The Last Continent
- The Last Hero

## Nevének eredete
A Széltoló név, ami az eredetiben Rincewind, egy londoni újság, a Daily Express egyik rendszeresen megjelenő rovatában fordult elő, ami egy szatirikus sorozat volt valós szereplőkről, akiknek a cikkíró álnevet adott. A cikksorozatban egy alkalommal előfordult tizenkét, vörös szakállú törpe, egyikük neve Churm Rincewind volt.
Az író nem szándékosan választotta a nevet, amiről szóló cikket valamikor 13 éves kora körül olvasta. A névnek erre az előfordulására Dave Langford hívta fel a figyelmét a Korongvilág-regények megjelenése után.